# Дрогобицька обласна рада депутатів трудящих VI скликання
Дрогобицька обласна рада депутатів трудящих шостого скликання — представницький орган Дрогобицької області 1957—1959 років.
Нижче наведено список депутатів Дрогобицької обласної ради 6-го скликання, обраних 3 березня 1957 року. Всього до Дрогобицької обласної ради 6-го скликання було обрано 70 депутатів. До складу обласної ради обрано 48 чоловіків та 22 жінки.
| Прізвище, ім'я, по-батькові     | Місто чи район           | Виборчий округ            | Посада | Примітки            |
| ------------------------------- | ------------------------ | ------------------------- | --- | ------------------- |
| Байко Гнат Іванович             | Журавнівський район      | Подорожненський № 13      | голова Журавнівського райвиконкому                                                                            |                     |
| Біндас Ольга Іванівна           | Сколівський район        | Любинцівський № 39        | голова Дрогобицької обласної ради професійних спілок                                                          |                     |
| Богомазов Андрій Васильович     | Миколаївський район      | Роздольський № 21         | заступник голови Дрогобицького облвиконкому                                                                   |                     |
| Богоніс Григорій Іванович       | Рудківський район        | Чайковицький № 32         | голова колгоспу імені Сталіна села Чайковичі Рудківського р-ну                                                |                     |
| Боцьора Кароліна Євдокіївна     | Крукеницький район       | Крукеницький № 16         | доярка колгоспу імені Леніна села Крукеничі Крукеницького р-ну                                                |                     |
| Бунь Пелагія Павлівна           | Дрогобицький район       | Лішнянський № 6           | завідувачка тваринницької ферми колгоспу імені Калініна села Снятинка Дрогобицького р-ну                      |                     |
| Бурковський Анатолій Трохимович | Самбірський район        | Бабинський № 37           | голова правління Дрогобицької облспоживспілки                                                                 |                     |
| Вербівський Степан Павлович     | Судововишнянський район  | Дидятицький № 52          | завідувач Дрогобицького обласного відділу народної освіти                                                     |                     |
| Височанська Аделя Йосипівна     | Боринський район         | Верхньовисоцький № 2      | доярка колгоспу імені Молотова село Верхнє-Висоцьке Боринського р-ну                                          |                     |
| Вороний Йосип Іванович          | місто Стрий              | Стрийський № 68           | машиніст паровозного депо залізничної станції Стрий                                                           |                     |
| Гнатович Михайло Іванович       | місто Стрий              | Стрийський № 67           | газорізальник Стрийського вагоноремонтного заводу                                                             |                     |
| Головецька Катерина Йосипівна   | Стрілківський район      | Великолінинський № 50     | ланкова колгоспу імені Хрущова села Топільниця Стрілківського р-ну                                            |                     |
| Гомза Олена Свиридівна          | Судововишнянський район  | Судововишнянський № 51    | вчителька української мови і літератури Судово-Вишнянської середньої школи                                    |                     |
| Гоптаревська Євгенія Петрівна   | Миколаївський район      | Миколаївський № 20        | агроном Березинської МТС Миколаївського р-ну                                                                  |                     |
| Грех Віктор Дем'янович          | місто Борислав           | Бориславський № 59        | голова Бориславського міськвиконкому                                                                          |                     |
| Гриценко Олексій Варфоломійович | Сколівський район        | Сколівський № 38          | начальник Дрогобицького обласного управління КДБ                                                              |                     |
| Дронов Олександр Агапович       | Добромильський район     | Новоміський № 4           | начальник прикордонного загону Прикордонних військ КДБ СРСР                                                   |                     |
| Дружинін Володимир Миколайович  | місто Борислав           | Бориславський № 61        | 1-й секретар Дрогобицького обкому КПУ                                                                         |                     |
| Жуков Тимофій Семенович         | місто Дрогобич           | Дрогобицький № 64         | 1-й секретар Дрогобицького міськкому КПУ                                                                      |                     |
| Жуланов Григорій Леонідович     | Мостиський район         | Тщенецький № 23           | обласний військовий комісар Дрогобицької області                                                              |                     |
| Заєць Марія Василівна           | Самбірський район        | Самбірський № 34          | ланкова колгоспу імені Сталіна села Ралівка Самбірського р-ну                                                 |                     |
| Івашків Михайло Іванович        | Меденицький район        | Меденицький № 18          | завідувач тваринницької ферми колгоспу «Радянська Армія» села Кавське Меденицького р-ну                       |                     |
| Кащеєв Іван Андрійович          | Старосамбірський район   | Старосамбірський № 43     | 2-й секретар Дрогобицького обкому КПУ                                                                         |                     |
| Кінаш Теодозія Іванівна         | Нижанковицький район     | Нижанковицький № 25       | лікар-гінеколог Нижанковицької районної лікарні                                                               |                     |
| Кіндзерська Ганна Семенівна     | Самбірський район        | Барановецький № 35        | доярка колгоспу «17 Вересня» село Баранівці Самбірського р-ну                                                 |                     |
| Кметик Іван Михайлович          | Добромильський район     | Добромильський № 3        | голова Тернавської сільської ради Добромильського р-ну                                                        |                     |
| Ковалик Текля Юрківна           | Дублянський район        | Корналовицький № 9        | ланкова колгоспу «17 Вересня» села Корналовичі Дублянського р-ну                                              |                     |
| Козова Марія Іванівна           | Мостиський район         | Чернівський № 24          | ланкова колгоспу імені Молотова села Мальнів Мостиського р-ну                                                 |                     |
| Колбаса Юхим Опанасович         | Меденицький район        | Грушівський № 19          | голова Меденицького райвиконкому                                                                              |                     |
| Колосова-Щербань Зоя Дмитрівна  | Стрийський район         | Дашавський № 47           | лікар Дашавської районної лікарні Стрийського р-ну                                                            |                     |
| Колосовська Ганна Федорівна     | Дублянський район        | Дублянський № 8           | інструктор відділу пропаганди і агітації Дрогобицького обкому КПУ                                             |                     |
| Комарницька Стефанія Іванівна   | Старосамбірський район   | Скелівський № 44          | завідувачка птахоферми колгоспу імені Сталіна села Чаплі Старосамбірського р-ну                               |                     |
| Костів Розалія Василівна        | Стрийський район         | Дулібівський № 48         | ланкова колгоспу імені Івана Франка села Нежухів Стрийського р-ну                                             |                     |
| Костів Теофіль Ількович         | місто Дрогобич           | Дрогобицький № 63         | начальник бітумної установки Дрогобицького нафтопереробного заводу № 2                                        |                     |
| Котов Георгій Федорович         | Новострілищанський район | Бориницький № 28          | секретар Дрогобицького облвиконкому                                                                           |                     |
| Кочиркевич Меланія Іванівна     | Хирівський район         | Хирівський № 56           | завідувачка початкової школи села Слохини Хирівського р-ну                                                    |                     |
| Кудрявцев Євген Михайлович      | Дрогобицький район       | Стебницький № 5           | директор Стебницького калійного комбінату                                                                     |                     |
| Кузів Нестор Іванович           | місто Самбір             | Самбірський № 65          | голова Самбірського міськвиконкому                                                                            |                     |
| Куценко Віктор Петрович         | Комарнівський район      | Підзвіринецький № 15      | секретар Дрогобицького обкому КПУ                                                                             |                     |
| Мазур Михайло Андрійович        | Турківський район        | Турківський № 53          | бригадир рільничої бригади колгоспу «Червона зірка» села Шум'яче Турківського р-ну                            |                     |
| Маланчин Микола Михайлович      | Жидачівський район       | Рудянський № 11           | голова Жидачівського райвиконкому                                                                             |                     |
| Михайлик Василь Сергійович      | місто Самбір             | Самбірський № 66          | машиніст паровозного депо залізничної станції Самбір                                                          |                     |
| Неплюєв Микола Федорович        | Крукеницький район       | Пнікутський № 17          | завідувач Дрогобицького обласного відділу охорони здоров‘я                                                    |                     |
| Олійник Степан Григорович       | Ходорівський район       | Берездовецький № 58       | завідувач тваринницької ферми колгоспу «Радянська Україна» села Піддністряни Ходорівського р-ну               |                     |
| Откаленко Олександр Матвійович  | Боринський район         | Боринський № 1            | начальник Дрогобицького обласного управління сільського господарства                                          |                     |
| Павленко Сергій Автономович     | Турківський район        | Вовченський № 54          | начальник Дрогобицького обласного управління по будівництву в колгоспах                                       |                     |
| Панченко Василь Прокопович      | місто Дрогобич           | Дрогобицький № 62         | голова Дрогобицького міськвиконкому                                                                           |                     |
| Рибальченко Костянтин Макарович | Ходорівський район       | Ходорівський № 57         | 1-й заступник голови Дрогобицького облвиконкому                                                               |                     |
| Савуляк Анелія Федорівна        | Підбузький район         | Підбузький № 29           | ланкова колгоспу імені Леніна села Уріж Підбузького р-ну                                                      |                     |
| Сендзюк Феодосій Лук'янович     | Славський район          | Славський № 41            | редактор Дрогобицької обласної газети «Радянське слово»                                                       |                     |
| Середа Іван Матвійович          | Комарнівський район      | Комарнівський № 14        | 1-й секретар Комарнівського райкому КПУ                                                                       |                     |
| Скопін Віктор Дмитрович         | Підбузький район         | Новокропивницький № 30    | начальник Дрогобицького обласного управління МВС                                                              |                     |
| Скороход Іван Кузьмич           | Мостиський район         | Гусаківський № 26         | завідувач Дрогобицького обласного фінансового відділу                                                         |                     |
| Смирнов Леонід Васильович       | місто Трускавець         | Трускавецький № 70        | заступник завідувача відділу партійних органів Дрогобицького обкому КПУ; голова Трускавецького міськвиконкому |                     |
| Соловйов Василь Степанович      | Славський район          | Тухольківський № 42       | голова колгоспу імені Пархоменка села Плав'я Славського р-ну                                                  |                     |
| Старжинський Йосип Йосипович    | Сколівський район        | Підгородецький № 40       | бригадир рільничої бригади колгоспу імені Жданова села Підгородці Сколівського р-ну                           |                     |
| Тарапацька Катерина Степанівна  | Мостиський район         | Мостиський № 22           | голова Завадської сільської ради Мостиського р-ну                                                             |                     |
| Теньковський Михайло Гордійович | Турківський район        | Яворівський № 55          | голова Дрогобицької обласної планової комісії                                                                 |                     |
| Терещенко Олександр Максимович  | Стрийський район         | Моршинський № 46          | 1-й секретар Стрийського райкому КПУ                                                                          |                     |
| Ткаченко Григорій Михайлович    | Стрілківський район      | Стрілківський № 49        | начальник Дрогобицького обласного управління торгівлі                                                         |                     |
| Толстой Микола Андрійович       | Самбірський район        | Чукв'янський № 36         | прокурор Дрогобицької області                                                                                 |                     |
| Торбяк Тарас Миколайович        | Журавнівський район      | Журавнівський № 12        | 1-й секретар Дрогобицького обкому ЛКСМУ                                                                       |                     |
| Трач Марія Михайлівна           | Новострілищанський район | Новострілищанський № 27   | свинарка колгоспу імені Сталіна села Нові Стрілища Новострілищанського р-ну                                   |                     |
| Хлопик Микола Васильович        | Дрогобицький район       | Солонський № 7            | бригадир тракторної бригади Дрогобицької МТС Дрогобицького р-ну                                               |                     |
| Хміль Марія Юр'ївна             | Рудківський район        | Конюшко-Семенівський № 33 | ланкова колгоспу імені Жданова села Михайлевичі Рудківського р-ну                                             |                     |
| Чорноморець Семен Костянтинович | Стрийський район         | Яблунівський № 45         | начальник Дрогобицького обласного управління культури                                                         |                     |
| Шадурська Надія Федорівна       | Рудківський район        | Рудківський № 31          | артистка Дрогобицького обласного музично-драматичного театру                                                  |                     |
| Шуригайло Микола Іванович       | місто Борислав           | Бориславський № 60        | оператор Бориславського нафтопромислу № 8 нафтопромислового управління «Бориславнафта»                        |                     |
| Щербенко Василь Іванович        | місто Стрий              | Стрийський № 69           | командир 21-го стрілецького корпусу 13-ї армії Прикарпатського військового округу, генерал-майор              |                     |
| Яворський Іван Йосипович        | Жидачівський район       | Жидачівський № 10         | голова Дрогобицького облвиконкому                                                                             | помер 21.06.1957    |
| Тарнавський Ілля Євстахійович   | Жидачівський район       | Жидачівський № 10         | 1-й секретар Самбірського райкому КПУ; голова Дрогобицького облвиконкому                                      | дообраний 4.08.1957 |

23 березня 1957 року відбулася 1-а сесія обласної ради. Головою облвиконкому обраний Яворський Іван Йосипович. Обрані заступниками голови облвиконкому: Рибальченко Костянтин Макарович (1-й заступник), Богомазов Андрій Васильович, Теньковський Михайло Гордійович. Секретарем облвиконкому обраний Котов Георгій Федорович.
Обрано Дрогобицький облвиконком у складі 15 чоловік: Яворський Іван Йосипович — голова облвиконкому; Рибальченко Костянтин Макарович — 1-й заступник голови облвиконкому; Богомазов Андрій Васильович — заступник голови облвиконкому; Теньковський Михайло Гордійович — заступник голови облвиконкому; Котов Георгій Федорович — секретар облвиконкому; Дружинін Володимир Миколайович — 1-й секретар Дрогобицького обкому КПУ; Скопін Віктор Дмитрович — начальник Дрогобицького обласного управління МВС; Откаленко Олександр Матвійович — начальник Дрогобицького обласного управління сільського господарства; Скороход Іван Кузьмич — завідувач Дрогобицького обласного фінансового відділу; Вербівський Степан Павлович — завідувач Дрогобицького обласного відділу народної освіти; Кудрявцев Євген Михайлович — директор Стебницького калійного комбінату; Панченко Василь Прокопович — голова Дрогобицького міськвиконкому; Колосова-Щербань Зоя Дмитрівна — лікар Дашавської районної лікарні Стрийського р-ну; Шуригайло Микола Іванович — оператор Бориславського нафтопромислу № 8; Заєць Марія Василівна — ланкова колгоспу імені Сталіна села Ралівка Самбірського р-ну.
Тоді ж обрані завідувачі відділів облвиконкому: Откаленко Олександр Матвійович — начальник Дрогобицького обласного управління сільського господарства; Скороход Іван Кузьмич — завідувач Дрогобицького обласного фінансового відділу; Вербівський Степан Павлович — завідувач Дрогобицького обласного відділу народної освіти; Неплюєв Микола Федорович — завідувач Дрогобицького обласного відділу охорони здоров'я; Ткаченко Григорій Михайлович — завідувач Дрогобицького обласного відділу торгівлі; Сичов Петро Порфирович — завідувач Дрогобицького обласного відділу соціального забезпечення; Костюк Олексій Григорович — начальник Дрогобицької обласного управління житлово-комунального господарства; Євтушенко Іван Андрійович — начальник Дрогобицької обласного управління автомобільного транспорту і шосейних шляхів; Євдокименко Мусій Степанович — начальник Дрогобицької обласного управління промисловості продовольчих товарів; Чорноморець Семен Костянтинович — начальник Дрогобицького обласного управління культури; Бутенко Ігор Степанович — начальник Дрогобицької обласного управління місцевої і паливної промисловості; Ратніков Роман Гнатович — начальник Дрогобицької обласного управління промисловості будівельних матеріалів; Скопін Віктор Дмитрович — начальник Дрогобицького обласного управління внутрішніх справ; Падерін Василь Пилипович — начальник Дрогобицької обласного управління будівництва і архітектури; Сивохіп Іван Федорович — завідувач загального відділу Дрогобицького облвиконкому.